# Афродіта Анадіомена

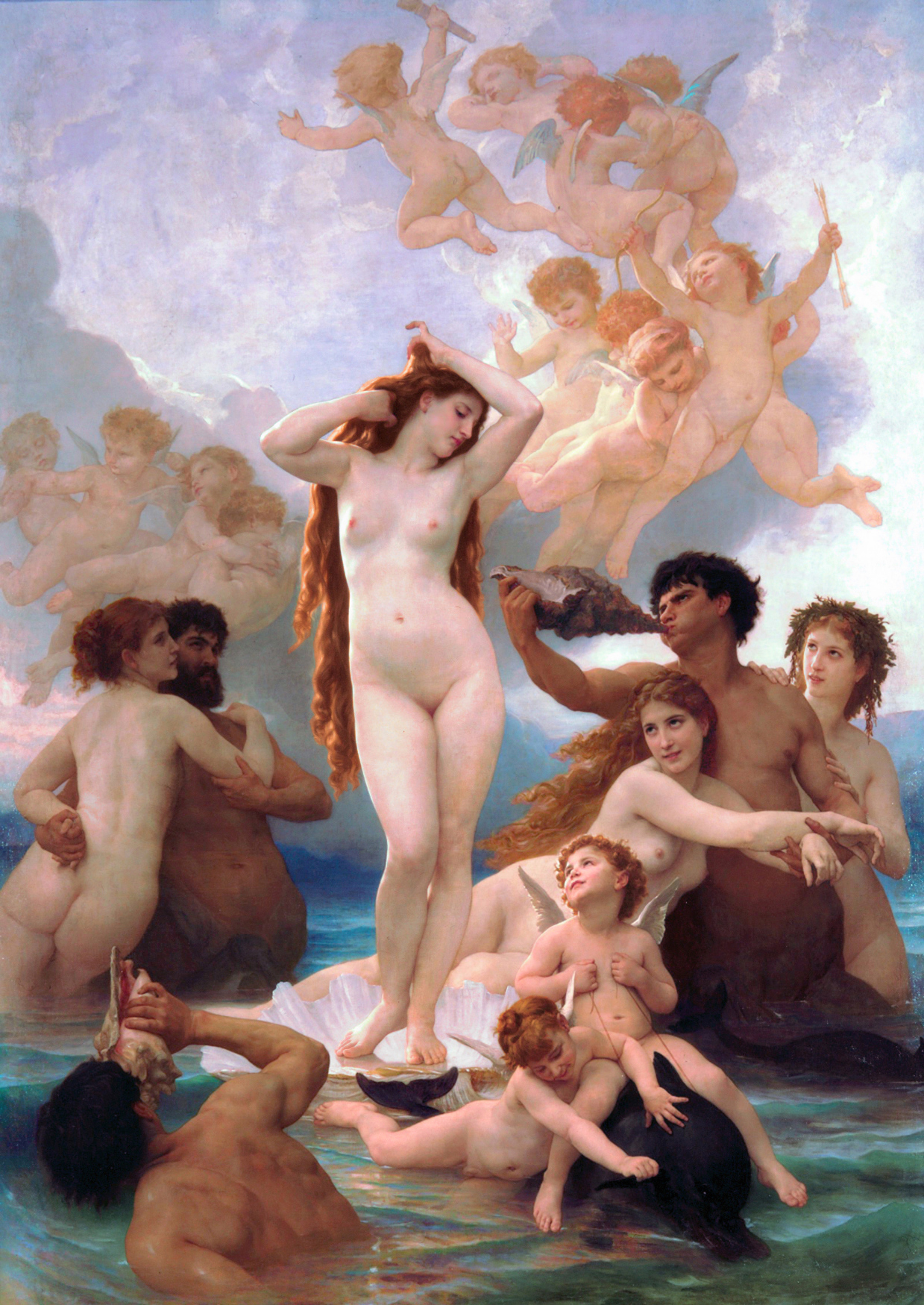
Адольф Вільям Бугро «Народження Венери» (1879) — один зі зразків «Анадіомени» Нового часу

Афроді́та Анадіоме́на (грец. Ἀφροδίτη Ἀναδυομένη) — епітет богині Афродіти, а також іконографічний тип її зображення у живопису та скульптурі. Походить від дієслова ἀναδύομαι — «виринаю, виходжу з глибини» і представляє богиню у момент її народження, виходу з морських хвиль.

## Атрибутика
Даний тип зображення Афродіти (Венери) міг мати кілька варіантів (богиня стоячи або лежачи в мушлі) і включав такі елементи:
- Оголена богиня
- Вода, хвилі, піна
- Вижимання богинею свого волосся
- Мушля — один з символів вульви
- Дельфіни, нереїди
- Супутники богині — Ори, Харити, боги вітрів (Борей, Зефір), купідони.

## Античність

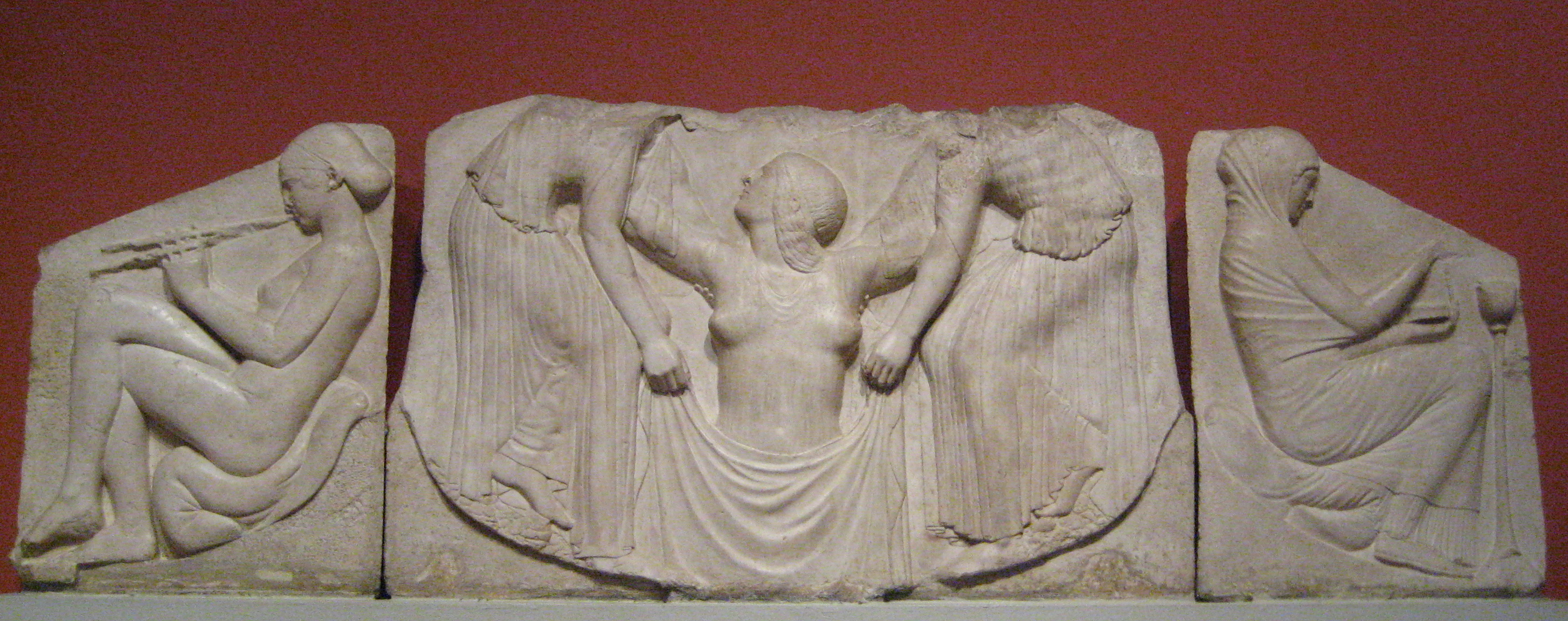
Рельєфи з «Афродітою Анадіоменою» V ст. до н. е. («Трон Людовізі»). Копія з Пушкінського музею

Перше відоме зображення «Анадіомени» — картина, написана давньогрецьким художником Апеллесом у IV ст. до н. е.. Вона не збереглась, знають лише її опис в «Природничій Історії» Плінія Старшого (кн. 35): Афродіта виходить з хвиль і віджимає волосся. Картина мала неймовірну славу і спричинила багато наслідувань.

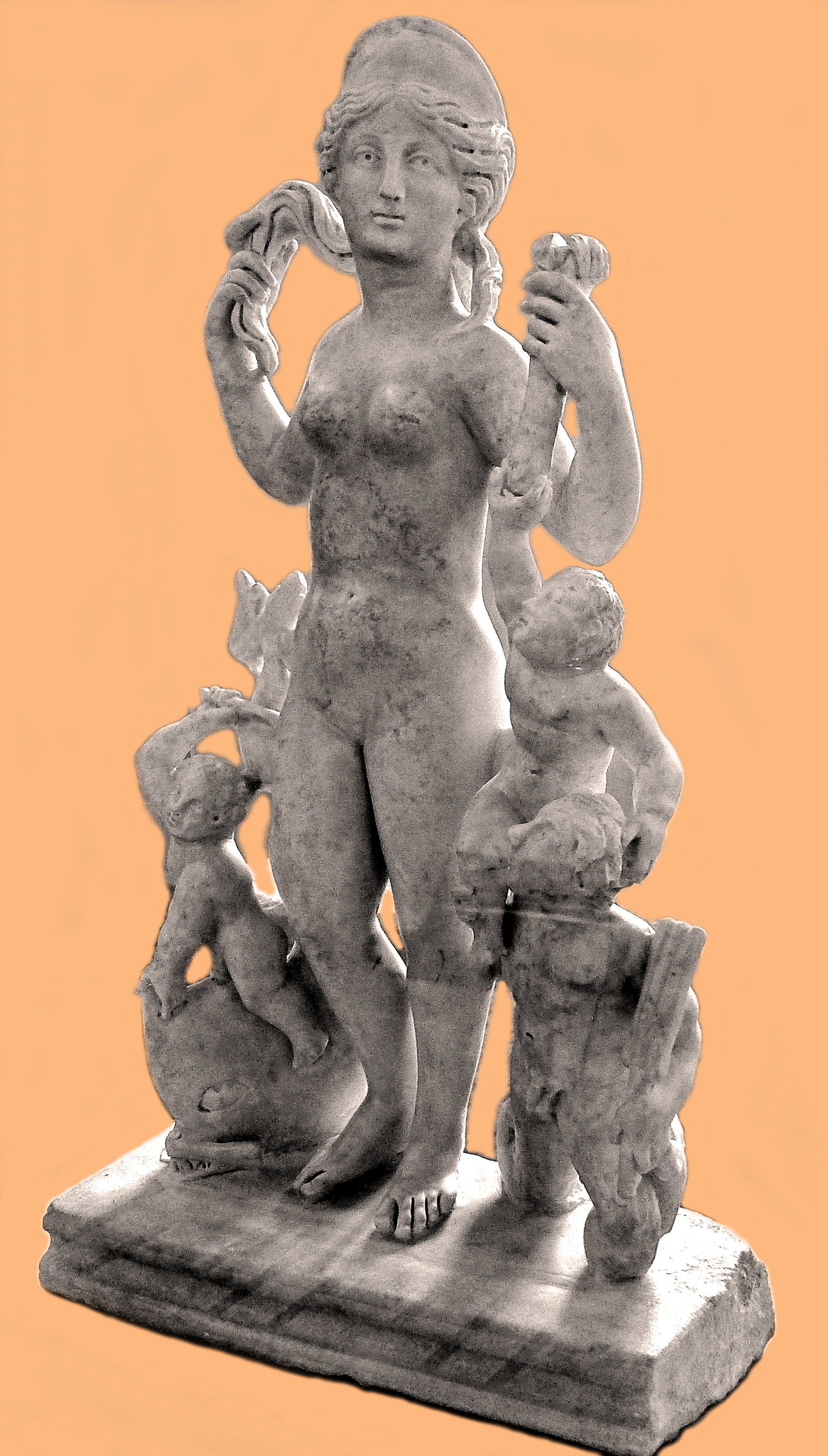
«Венера Анадіомена» IV ст. н. е., Лувр

Історія створення полотна пов'язана з іменами двох жінок — Фріни й Кампаспи. Знаменита гетера Фріна була натурницею Праксітеля для його «Афродіти Кнідської» — прославленої скульптури IV ст. до н. е. Вона була відома своїм ідеальним тілом, але побачити її оголеною можна було тільки один раз на рік — під час свята Посейдона в Елевсіні, коли Фріна роздягалась, розпускала волосся і входила в море. За свідченням Афінея саме вигляд оголеної Фріни в морі підказав художнику тему картини. Проте, деякі вважали (за свідченням Плінія), що натурницею для «Афродіти» Апеллеса була не Фріна, а його рабиня Кампаспа, подарована йому Александром Македонським.
«Афродіта Анадіомена» вважалася найкращим витвором Апеллеса. Місцем її знаходження був храм Асклепія на острові Кос. На межі нашої ери її придбав імператор Август — натомість простивши жителям податки на суму 100 талантів. «Афродіту» розмістили в храмі Юлія Цезаря в Римі. Картина була пошкоджена в нижній частині, реставрувати її не наважились. Подальша доля картини невідома, звісно, що Нерон замінив «Афродіту» Апеллеса на одну з робіт майстра Доротея.
Видатний мистецтвознавець XX ст. Ернст Гомбріх розглядав картину Апеллеса як витвір, що визначив шляхи розвитку всього європейського образотворчого мистецтва. Одну зі своїх книжок, присвячених живопису доби Відродження, він так і назвав — «Спадок Апеллеса» (The heritage of Apelles: studies in the art of the Renaissance).

### Скульптура

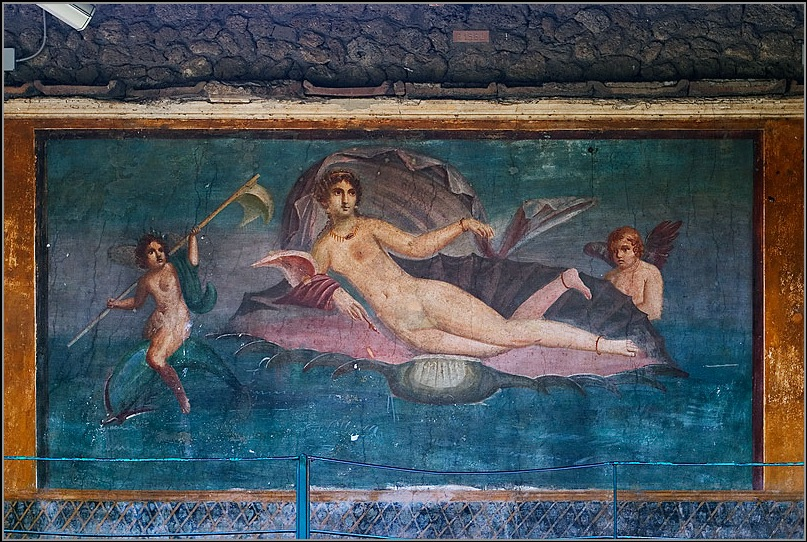
Помпейська фреска «Афродита Анадіомена» (можливо, копія з картини Апеллеса)

- «Трон Людовізі» — рельєфи з «Афродітою Анадіоменою», датовані V ст. до н. е. Знаходиться в Національному музею Рима
- «Венера Сіракузька» («Венера Ландоліна») — статуя Венери (Афродіти) у позі «Анадіомени», у супроводі дельфіна (його фігура втрачена). Датована ІІ ст. н. е., зберігається в Сіракузькому Археологічному музею.

- «Венера Киренська» — статуя «Анадіомени», також супроводжуваної дельфіном. Походить з міста Кирена. У Національному музею Рима зберігається копія з незбереженого грецького оригіналу доби Еллінізму[6]. Фото статуї [Архівовано 3 вересня 2007 у Wayback Machine.]
- «Венера Анадіомена» з пізньої галлоримської вілли в Луврі
- «Афродіта Кіарамонті» (італ. Aphrodite Chiaramonti) — статуя в Римі
- «Венера Анадіомена», Лувр Фото статуї [Архівовано 27 вересня 2007 у Wayback Machine.]
- Бронзова статуетка, датована І-ІІ ст. н. е. Зберігається у Королівському музею Марімон у Бельгії
- Коптський рельєф IV ст. н. е. зі зображенням «Анадіомени» в Луврі Фото рельєфу [Архівовано 11 листопада 2007 у Wayback Machine.]

### Інше
- Фрески з вілли в Помпеях — на тему Venus Marina («Венера Морська») Фото двору вілли з фрескою [Архівовано 3 серпня 2007 у Wayback Machine.].
- Червонофігурна ваза зі зображенням Афродіти в стулках мушлі. Фото вази [Архівовано 15 листопада 2012 у Wayback Machine.]

## Доба Відродження

Сандро Боттічеллі Народження Венери

Майстри доби Відродження старанно досліджували давньогрецькі канони живопису й скульптури, вивчаючи оригінальні зразки і читаючи описи незбережених витворів в античних авторів. Об'єктом наслідування була й «Афродіта Анадіомена».
- «Народження Венери» Сандро Боттічеллі, написана близько 1485 року, є найвідомішим зразком ренессансної «Анадіомени». На картині присутні всі атрибути богині: мушля, хвилі, довге волосся, купідони, боги вітрів.
- «Венера Анадіомена» — мармуровий рельєф Антоніо Ломбардо (1516 рік). Зображає жінку, яка віджимає волосся. Зберігається в музею Вікторії та Альберта.
- «Венера Анадіомена» — картина Тіціана (1525 рік). Знаходиться в «Національній галереї Шотландії» в Единбурзі.
- Фонтан «Венера» школи Джамболоньї (XVI ст.). Зображає богиню, в якої з волосс збігає вода. Зберігається в «Національній Художній Галереї» у Вашингтоні.

## Новий час
- 1. «Народження Венери» — картина Адольфа Вільяма Бугро, створена у 1879 році. Експонується в паризькому Музеї д'Орсе.
- 2. «Народження Венери» — картина Александра Кабанеля, створена у 1863 році. Експонується в паризькому Музеї д'Орсе.
- 3. Картини-арт з образами Афродіти — новітній вид цифрової творчості, досить поширений в інтернеті, в основному серед неоязичників.  Аналіз пошукових даних в Google Trends показав, що у весесні 2023 р. Афродіта є найбільш популярною богинею в Україні (19 875 пошукових запитів в Гуглі за останній місяць), обійшовши навіть християнську Діву Марію (15 950 запитів). Були враховані тільки пошукові запити, які стосувалися конкретних імен богинь, а не просто загальних запитів, таких як "богиня" або "богиня любові". Третє місце серед прихильностей українців посіла грецька богиня Гера (9 900 запитів).  Подібний аналіз по США показав, що там Афродіта також найбільш популярна (122 345 пошукових запитів), друга Діва Марія (111 945), на третьому місці Деметра (89 123 пошукових запитів).

## Поезія
- «Народження Кіпріди» — Аполлон Майков
- «Народження Афродіти» — Жозе-Марія де Ередіа
- «Народження Афродіти» — Поль Валері
- «Венера Анадіомена» — Артюр Рембо
- «Народження Венери» — Райнер Марія Рільке
- «Анадіомена» — Ангелос Сікеліанос

## Інше
На честь Афродіти Анадіомени названі:
- Versuriga anadyomene — один з видів медуз
- Nephargynnis anadyomene — метелик

## Галерея

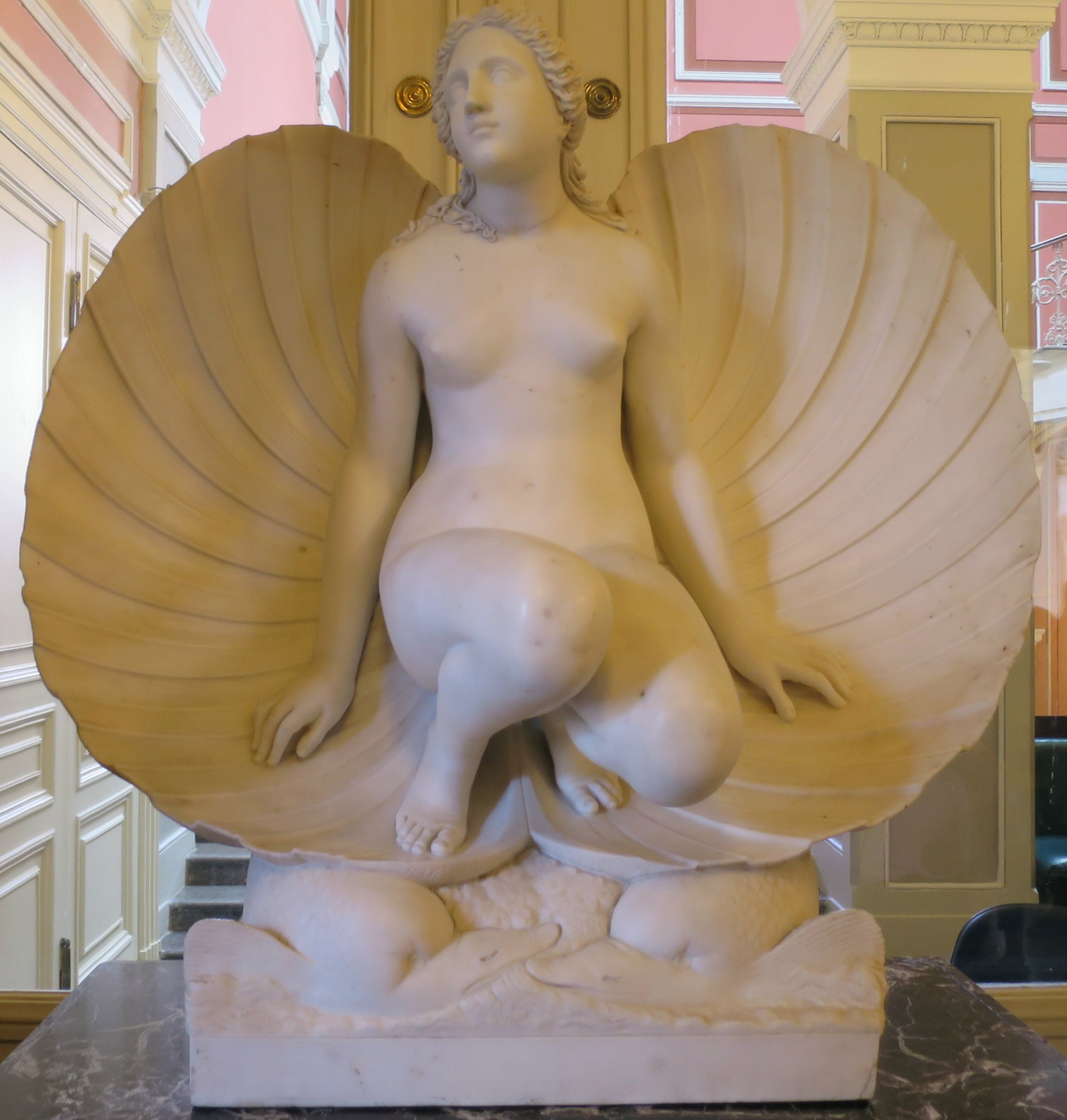
Карло Фінеллі «Венера в мушлі», 1847 Ермітаж
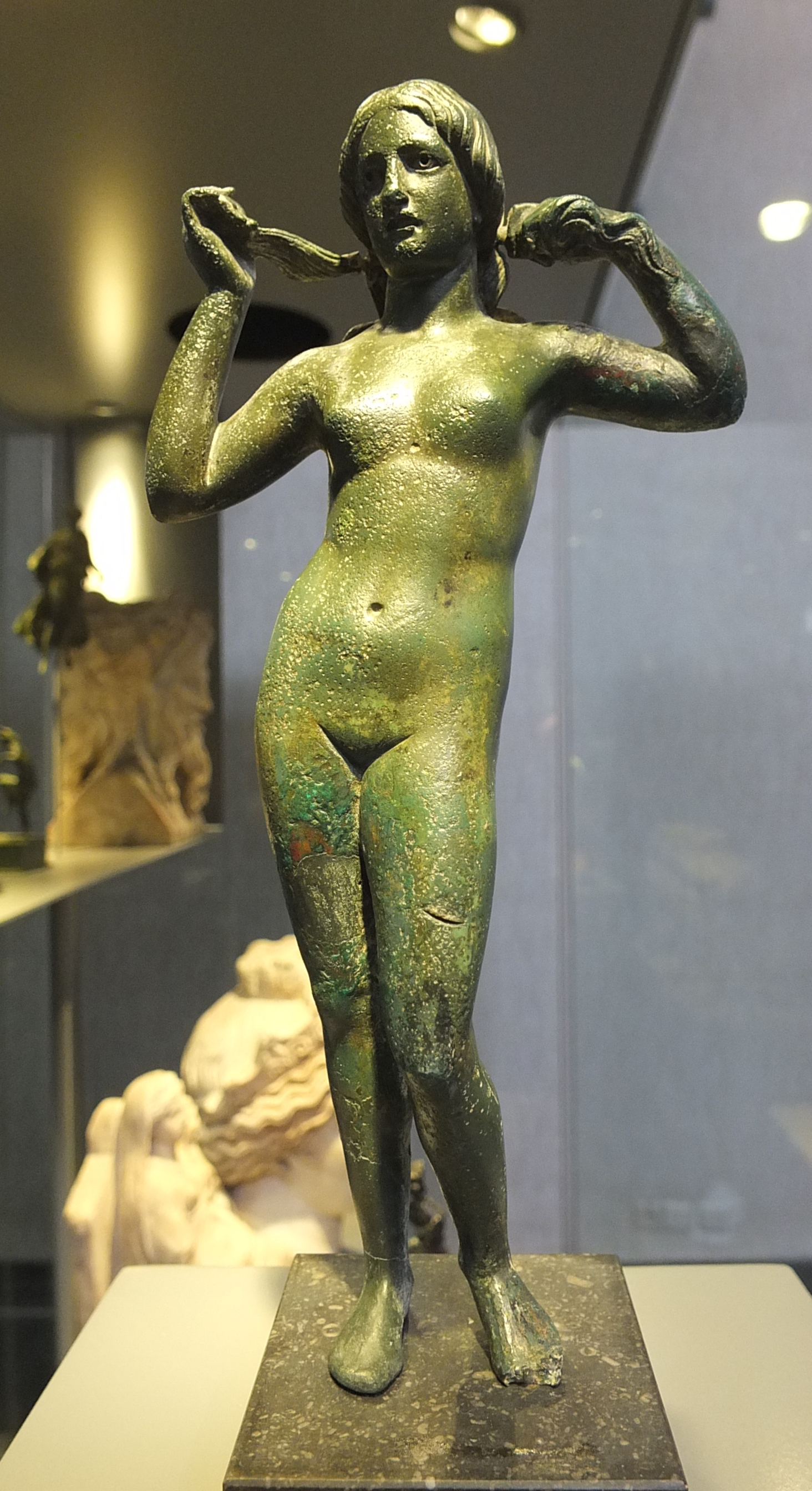
І-ІІ ст. н. е. Королівський музей Марімон, Бельгія